# No. 6 Bomber Group

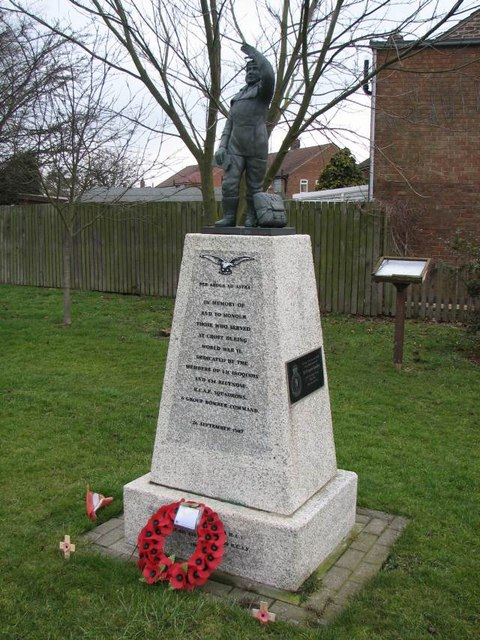
Denkmal für die Mitglieder, Dalton on Tees 2006

No. 6 Bomber Group der Royal Canadian Air Force (RCAF) war ein schwerer Bomberverband während des Zweiten Weltkrieges in Europa. Der Bomberverband war in den Jahren von 1942 bis 1945 aktiv. Der Bomberverband operierte von Flugfeldern in der Region Yorkshire, in England aus. Die Einheit war dem britischen Bomber Command der Royal Air Force unterstellt. Die Einheit war auch am Flächenbombardement deutscher Städte (morale bombing) beteiligt. Nach dem Kriegsende in Europa wurde die Group zur Verstärkung der Tiger Force im Krieg gegen Japan vorbereitet und am 17. Juli 1945 an die Royal Canadian Air Force übergeben. Kamen aber wegen des Atombombenabwurfs nicht mehr zum Einsatz. Am 1. September 1945 wurde die Einheit aufgelöst.

## Commodores
Befehlshaber waren ab:
- 25. Oktober 1942: Air Vice Marshal George Eric Brookes
- 29. Februar 1944: Air Vice Marshal Clifford McEwen